# Mauricio Arias
Mauricio Antonio Arias González (* 27. Oktober 1984 in Concepción) ist ein ehemaliger chilenischer Fußballspieler. Der Außenverteidiger bestritt ein Länderspiel für die chilenische Fußballnationalmannschaft und gewann auf Vereinsebene zwei Meisterschaften.

## Karriere

### Verein
Mauricio Arias begann seine Profikarriere 2004 beim CD Huachipato, wurde 2006 jedoch an Ñublense verliehen, um regelmäßige Einsätze zu erhalten. Nach seinem Wechsel zu Everton 2008 wurde er erstmals chilenischer Meister in der Apertura 2008 und zu einem der besten Verteidiger der Liga gewählt. Im Dezember 2008 kaufte Universidad de Chile 50 % der Transferrechte. Dort gewann er in der Apertura 2009 eine weitere Meisterschaft, jedoch warf ihn anschließend eine Zehenverletzung aus dem Rhythmus und er konnte nicht mehr an seine vorherigen Leistungen anknüpfen. Universidad de Chile verlieh Arias erst an Everton und danach an den CD O’Higgins. Im Jahr 2012 wechselte er zu Audax Italiano und ging 2014 nach Argentinien. Im Nachbarland gewann er mit Nueva Chicago und CA Talleres jeweils die Zweitligameisterschaft. In seinem weiteren Karriereverlauf spielte er noch in Malaysia beim PKNS FC, in der Dominikanischen Republik bei Atlético San Cristóbal und in Osttimor bei Karketu Dili. Nach dieser Erfahrung wechselte er in den Amateurfußball Chiles zu Santiago City FC und spielte in der Copa Chile 2024 für Vicente Pérez Rosales.

### Nationalmannschaft
Im Mai 2007 bestritt Arias beim Freundschaftsspiel gegen Kuba sein einziges Länderspiel.

## Erfolge
Everton
- Chilenischer Meister: 2008-A

Universidad de Chile
- Chilenischer Meister: 2009-A

Nueva Chicago
- Argentinischer Zweitligameister: 2014

Talleres
- Argentinischer Zweitligameister: 2016

Karketu Dili
- Osttimoresischer Meister: 2023